# Good Times Burgers & Frozen Custard
Good Times Burgers & Frozen Custard é um restaurante de fast-food com sede em Golden, Colorado, especializado em hambúrgueres premium e creme de leite congelado. Em julho de 2023, a rede operava em 31 locais (29 no Colorado e 2 em Wyoming), abaixo dos 38 em 2015.

## História
Em 1968, a Round the Corner Restaurants foi fundada em Boulder, Colorado, e estabeleceu uma cadeia de restaurantes de hambúrgueres gourmet, com mesas para sentar. Em seu auge, a Round the Corner tinha 30 restaurantes em 4 estados.
Em 1986, o Round the Corner formou uma empresa para desenvolver o conceito de drive-thru do Good Times. Em 1987 como Good Times Drive-Thru Burgers, a empresa abriu sua primeira unidade em Boulder.
Entre 1990 e 1993, a Round the Corner se tornou uma subsidiária da Good Times Restaurants, Inc., e foi desmembrada em uma empresa separada em 1995. O Round the Corner entrou com pedido de falência em 1996, sendo o Good Times o único credor garantido. Em 2000, o último restaurante Round the Corner remanescente, localizado em Aurora, Colorado, foi vendido a um operador independente.
Em 2004, o Good Times firmou um acordo com o Taco John's para experimentar a abertura de restaurantes de marca conjunta. Isso incluiria a realização de uma reforma completa no prédio do Taco John's localizado na South Greeley Highway, na cidade da sede do Taco John's, Cheyenne, Wyoming. Em 2007, o Good Times introduziu os novos Bambino Burgers, hambúrgueres deslizantes semelhantes aos vendidos pela White Castle.
Em 2013, o Good Times adquiriu uma participação de 48% na franquia Bad Daddy's Burger Bar, sediada na Carolina do Norte, descrita como um “conceito de restaurante de serviço completo, sofisticado e de ‘caixa pequena’”. O acordo incluía direitos de desenvolvimento para locais de franquia nos estados do Colorado, Arizona e Kansas. Em 2015, a Good Times anunciou que estaria adquirindo os 52% restantes da Bad Daddy's por US$ 21 milhões.
A partir de 2023, os escritórios centrais do Good Times estarão localizados em Golden, Colorado. O local South Greeley Hwy/Cheyenne também deixou de ter a marca Good Times, e o prédio do Taco John's foi reconstruído. Os dois locais existentes do Good Times em Wyoming (Gillette e Sheridan) ainda têm a marca conjunta do Taco John's.

## Creme de leite congelado

### Sabor do mês
O Good Times tem muitos sabores de creme de leite congelado que variam de acordo com o mês, além de servir baunilha o ano todo.

### Pawbenders
O Good Times também serve Pawbenders, que são guloseimas congeladas criadas para cães. Eles contêm Frozen Custard de baunilha, três Milk Bones e um Peanut Butter Drizzle. Uma porcentagem do dinheiro ganho com cada Pawbender vendido vai para apoiar a Dumb Friends League, a Freedom Service Dogs of America e/ou a Larimer Humane Society.